# Giuseppe Sanmartino

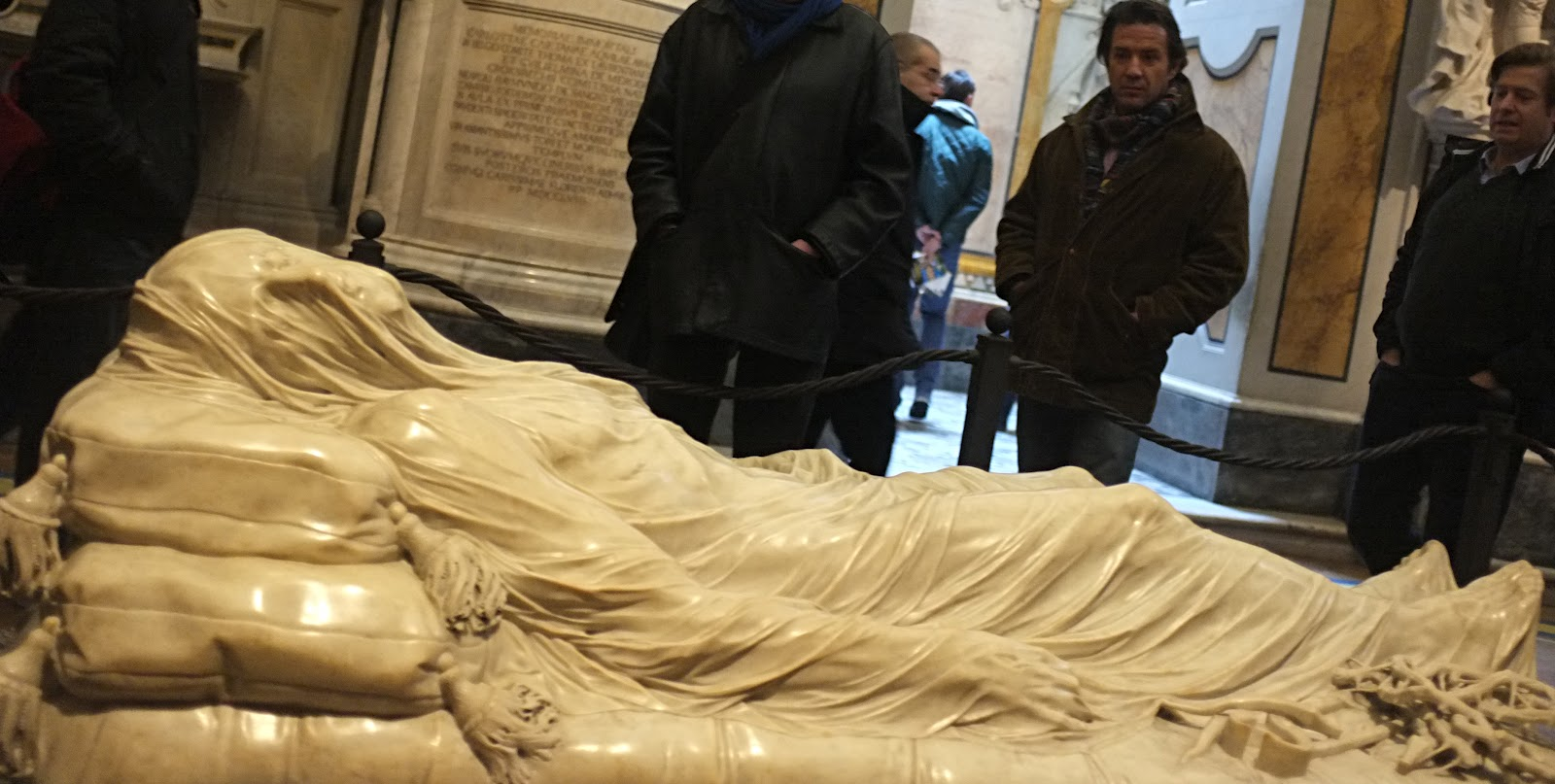
Cristo velato

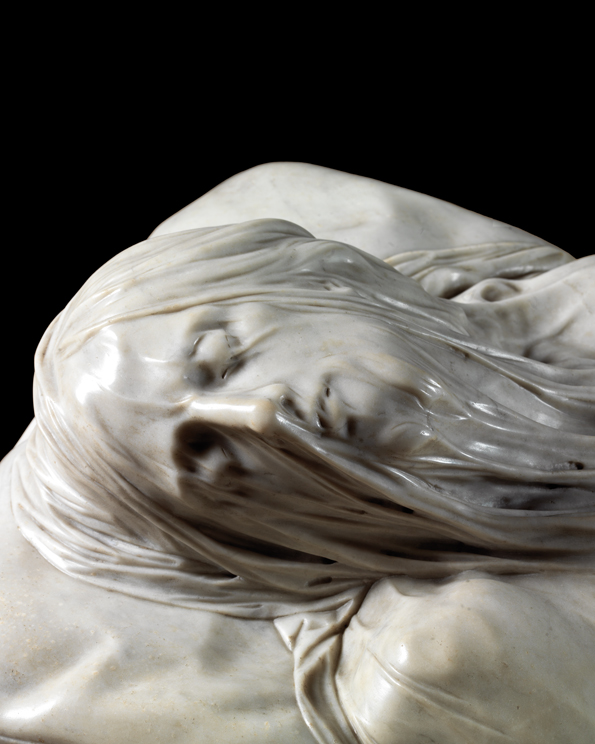
Cristo velato – Detail

Giuseppe Sanmartino (* 1720 in Neapel; † 1793 ebenda) war ein italienischer Bildhauer und wichtiger Vertreter des neapolitanischen Rokoko.

## Leben und Werk
Sanmartino war ein Schüler von Matteo Bottiglieri (1684–1757). Seit 1749 arbeitete er unter den Hauptmeistern Francesco Queirolo (1704–1762) aus Genua und Antonio Corradini an der Innenausstattung der Cappella Sansevero in Neapel.
Corradini verstarb während der Arbeiten 1752, hinterließ aber 36 Terrakottamodelle. Sich auf diese Hinterlassenschaft stützend, schuf Sanmartino 1753 den Verhüllten Leichnam Christi (Cristo velato). Die grandiose Ausbildung des Faltenwurfs am Leichnam des Heilands, das geneigte, auf zwei Kissen ruhende Haupt Christi und die an seinen Füßen liegende Dornenkrone bilden eine beeindruckende Gesamtkomposition. Die Skulptur, die eine virtuose Marmorbehandlung zeigt und noch ihre originale Oberflächenpatinierung besitzt, zählt zu den Meisterwerken der spätbarocken Skulptur.
Neben einer großen Anzahl von Krippenfiguren – alle für neapolitanische Kirchen – schuf Sanmartino auch noch weitere Marmorskulpturen:
- Dekoration, Kirche Santissima Annunziata
- Statuen am Hochaltar der Nunziatella-Kirche
- Stuckfiguren, Kirche Sant’Agostino alla Zecca, unter anderem: Der heilige Augustinus zertritt die Ketzerei zwischen zwei Tugenden, Nächstenliebe (Caritas) und Glaube (Fides) (1761).[4]
- Hochaltar, Kirche San Lorenzo in San Severo
- Engelsleuchter und Skulpturen der Fassade, Girolamini-Kirche
- Grabmal für Prinz Philipp von Bourbon (1747–1777), den Sohn König Karls III. von Spanien, Basilika Santa Chiara

Einige seiner Werke sind auch im Krippenmuseum der Certosa di San Martino in Neapel ausgestellt.